# Francis Blomefield
Pour les articles homonymes, voir Blomefield.
Francis Blomefield, né le 23 juillet 1705 à Fersfield où il est mort le 16 janvier 1752, est un historien britannique, célèbre pour son histoire du comté de Norfolk.

## Biographie
Francis Blomefield est né dans le village de Fersfield dans le sud du Norfolk le 23 juillet 1705. Il est lee fils aîné d'Henry Blomefield et de sa femme Alice. Il est instruit aux grammar school de Diss et de Thetford et, en avril 1724, est admis au Caius College de Cambridge où il obtient un Bachelor of Arts en 1727 et un Master of Arts en 1728,. En quittant l' université en 1727, il est ordonné prêtre et est nommé recteur de la paroisse de Hargham en 1729, puis, peu après, de celle de Fersfield. Le 1er septembre 1732, il épouse Mary Womack, la fille d'un ancien recteur de Fersfield. Ils auront trois filles, dont deux atteindront l'âge adulte.
Dès l'âge de 15 ans, Blomefield a commencé à enregistrer des inscriptions monumentales dans les églises qu'il a visitées du Norfolk, du Suffolk et plus tard du Cambridgeshire. Lors de ses années de collège, il récolte des notes généalogiques et héraldiques relatives aux familles locales. Peu de temps après avoir quitté l'université, il rassemble des études pour la Société des Antiquaires du Cambridgeshire, mais, en 1732, le projet est reporté après qu'il a eu accès à la collection de Peter Le Neve (en) sur l'histoire du Norfolk grâce à son exécuteur testamentaire Thomas Martin of Palgrave (en).
En juillet 1733, Blomefield publie ses propositions pour la publication d'un essai sur une histoire topographique du Norfolk. En recueillant des informations pour son histoire, il découvre certaines des lettres de Paston. À la fin de 1739, le premier volume de son History of Norfolk est prêt et est imprimé à l'aide de sa presse à Fersfield , acquise spécialement à cet effet. Le deuxième volume, composé d'une histoire détaillée du Norwich, est commencé en 1741 et achevé en 1745. La production de ce volume a pris plus de quatre ans.
En 1751, Blomefield publie Collectanea Cantabrigiensia, ses notes sur le Cambridgeshire mais un incendie aurait détruit la presse et la salle d'impression, ainsi que tous les exemplaires de son premier volume, le forçant à recommencer son travail. Il rencontre de nombreux problèmes avec ses imprimeurs et graveurs, et perd temporairement ses notes pour une partie du volume au moment de leur envoi pour correction. Il est aux deux tiers de son troisième volume et a couvert environ 40 pour cent du comté, lorsqu'il contracte la variole durant un voyage à Londres et meurt en janvier 1852 à Fersfield, laissant inachevé son travail.
Son Histoire du Norfolk sera complété entre 1753 et 1765 par Charles Parkin (en). Le reste du volume 3 et deux autres volumes ont été publiés à King's Lynn entre 1769 et 1775. L'ensemble de l'œuvre a ensuite été réimprimé en 11 volumes in -4 par l'éditeur londonien William Miller à Londres entre 1805 et 1810.